# Кубок Чехії з футболу 2006—2007
Кубок Чехії з футболу 2006–2007 — 14-й розіграш кубкового футбольного турніру в Чехії. Титул вдруге поспіль здобула Спарта.

## Календар
| Раунд            | Дата                          | Матчі | Клуби     |
| ---------------- | ----------------------------- | ----- | --------- |
| Попередній раунд | 19-23 липня 2006              | 16    | 128 → 112 |
| Перший раунд     | 29 липня - 16 серпня 2006     | 48    | 112 → 64  |
| Другий раунд     | 29 серпня - 13 вересня 2006   | 32    | 64 → 32   |
| 1/16 фіналу      | 5 вересня - 4 жовтня 2006     | 16    | 32 → 16   |
| 1/8 фіналу       | 25 жовтня - 15 листопада 2006 | 8     | 16 → 8    |
| 1/4 фіналу       | 6 березня - 25 квітня 2007    | 4     | 8 → 4     |
| 1/2 фіналу       | 16-17 травня 2007             | 2     | 4 → 2     |
| Фінал            | 24 травня 2007                | 1     | 2 → 1     |

## 1/16 фіналу
| Команда 1          | Рахунок      | Команда 2                  |
| ------------------ | ------------ | -------------------------- |
| 5 вересня 2006     |              |                            |
| Клатови            | 1:5          | Маріла (Пржибрам)          |
| 20 вересня 2006    |              |                            |
| Їскра (Тршебонь)   | 0:3          | Слован (Ліберець)          |
| Роусінов           | 0:3          | Бржецлав                   |
| Карлові Вари-Двори | 1:2          | СІАД Мост                  |
| Хомутов            | 1:3          | Яблонець                   |
| Вікторія Жижков    | 2:0          | Зеніт (Часлав)             |
| ГФК Оломоуць       | 1:2          | Вікторія (Пльзень)         |
| Вишков             | 0:2          | Словацко                   |
| Якубчовіце Фотбал  | 1:2          | Банік (Острава)            |
| 21 вересня 2006    |              |                            |
| Доста (Бистрц)     | 0:6          | Спарта                     |
| 27 вересня 2006    |              |                            |
| Богеміанс (Прага)  | 1:2          | Тепліце                    |
| Опава              | 1:1 пен. 4:2 | Сігма (Оломоуць)           |
| Градець-Кралове    | 1:0          | Кладно                     |
| Метеор (Прага)     | 1:2          | Динамо (Чеське Будейовіце) |
| 4 жовтня 2006      |              |                            |
| Фотбал (Тржинець)  | 1:2          | Тескома (Злін)             |
| Летоград           | 0:1          | Млада Болеслав             |

## 1/8 фіналу
| Команда 1          | Рахунок      | Команда 2                  |
| ------------------ | ------------ | -------------------------- |
| 25 жовтня 2006     |              |                            |
| Слован (Ліберець)  | 1:2          | Динамо (Чеське Будейовіце) |
| Вікторія Жижков    | 1:1 пен. 2:4 | Маріла (Пржибрам)          |
| 20 вересня 2006    |              |                            |
| Вікторія (Пльзень) | 0:0 пен. 4:3 | Тепліце                    |
| СІАД Мост          | 0:2          | Яблонець                   |
| Градець-Кралове    | 1:4          | Млада Болеслав             |
| Тескома (Злін)     | 1:0          | Банік (Острава)            |
| 1 листопада 2006   |              |                            |
| Опава              | 0:1          | Словацко                   |
| 15 листопада 2006  |              |                            |
| Бржецлав           | 0:2          | Спарта                     |

## 1/4 фіналу
| Команда 1                  | Рахунок | Команда 2      |
| -------------------------- | ------- | -------------- |
| 6 березня 2007             |         |                |
| Маріла (Пржибрам)          | 1:2     | Спарта         |
| 25 квітня 2007             |         |                |
| Вікторія (Пльзень)         | 0:3     | Яблонець       |
| Тескома (Злін)             | 2:1     | Млада Болеслав |
| Динамо (Чеське Будейовіце) | 2:0     | Словацко       |

## 1/2 фіналу
| Команда 1      | Рахунок      | Команда 2                  |
| -------------- | ------------ | -------------------------- |
| 16 травня 2007 |              |                            |
| Яблонець       | 0:0 пен. 4:2 | Динамо (Чеське Будейовіце) |
| 17 травня 2007 |              |                            |
| Тескома (Злін) | 1:2          | Спарта                     |

## Фінал
| 24 травня 2007 |

| Яблонець  | 1:2      | Спарта                      |
| --------- | -------- | --------------------------- |
| Сватек 6' | Протокол | Кулич 45' Горват 68' (пен.) |

| Стадіон Евжена Рошицького, Прага Глядачів: 6 022 Арбітр: Їржи Єх |